# بازيليك سانتا ماريا ديل بوبولو
بازيليك سانتا ماريا ديل بوبولو (بالإيطالية: Basilica di Santa Maria del Popolo) وهي كنيسة أوغسطينية في روما في إيطاليا تقع شمال بياتزا ديل بوبولو وهي واحدة من المناطق الشعبية في المدينة وتقع ما بين تل بنتشيان وبورتا فلامينا.

## أعلام
- أغوستينو شيجي
- جيوفاني بورجيا